# 莊敬妃
昭靖敬妃，亦稱為莊敬妃（16世纪？—1580年），莊氏，名失考。明朝明穆宗隆慶帝朱載坖之妃。

## 生平
莊氏的出生及入宮時間均無考。隆慶六年（1572年）閏二月二十日，冊封莊氏為敬妃，李氏為恭妃，于氏為懿妃，葉氏為奇妃，成國公朱希忠、英國公張溶、定西侯蔣佑、德平伯李銘持節，大學士高拱、張居正、尚書高儀、潘晟捧冊行禮，同年五月二十六日，隆慶帝駕崩。萬曆八年（1580年）六月十九日，敬妃莊氏薨逝，明神宗輟朝一日，命治喪禮儀依照莊僖榮妃王氏之例辦理。其後，賜二字謚號「昭靖」，稱為昭靖敬妃，葬於金山皇族園寢。萬曆九年（1581年）六月二十三日，趙和妃薨逝，明神宗命治喪禮儀照昭靖敬妃莊氏例行。 

## 敬妃冊文
《明穆宗莊皇帝實錄》隆慶六年閏二月丙子條所收錄的敬妃冊文，節錄如下：
```
「天極次星，式名妃位；皇宮六寢，爰備壺彛。蓋將求助於雞鳴，匪獨取充於魚貫。允惟淑媛，克稱嘉名。爾莊氏，蘊粹體和，含章挺秀。夙閑女則，溫溫箴管之儀；迭侍宸闈，肅肅衾裯之禮。宜隆寵數，用顯芳徽。茲特遣使持節，封爾為敬妃，賜之冊命。於戲！班先九御，既膺翟禕之光華；秩視三公，復荷龍章之賁耀。尚謹燕安之節，丕延麟趾之祥。」
```

## 備註
1. ↑  昭靖敬妃莊氏在其他史料中曾被誤寫為孫氏、齊氏，例如《明諡紀彚編》欽定四庫全書本謂「昭靖……穆廟敬妃孫氏，萬𢟍」[1]，此姓氏的來源不詳，《明諡紀彚編》萬曆四十二年刻本記為「昭靖……穆廟敬妃［空］氏，萬曆」[2]。而《明書》則曰「穆宗莊皇帝……敬妃齊氏，諡昭靜」[3]，這不僅誤寫敬妃莊氏為齊氏，更將其諡號誤記為「昭靜」。